# Minería del oro

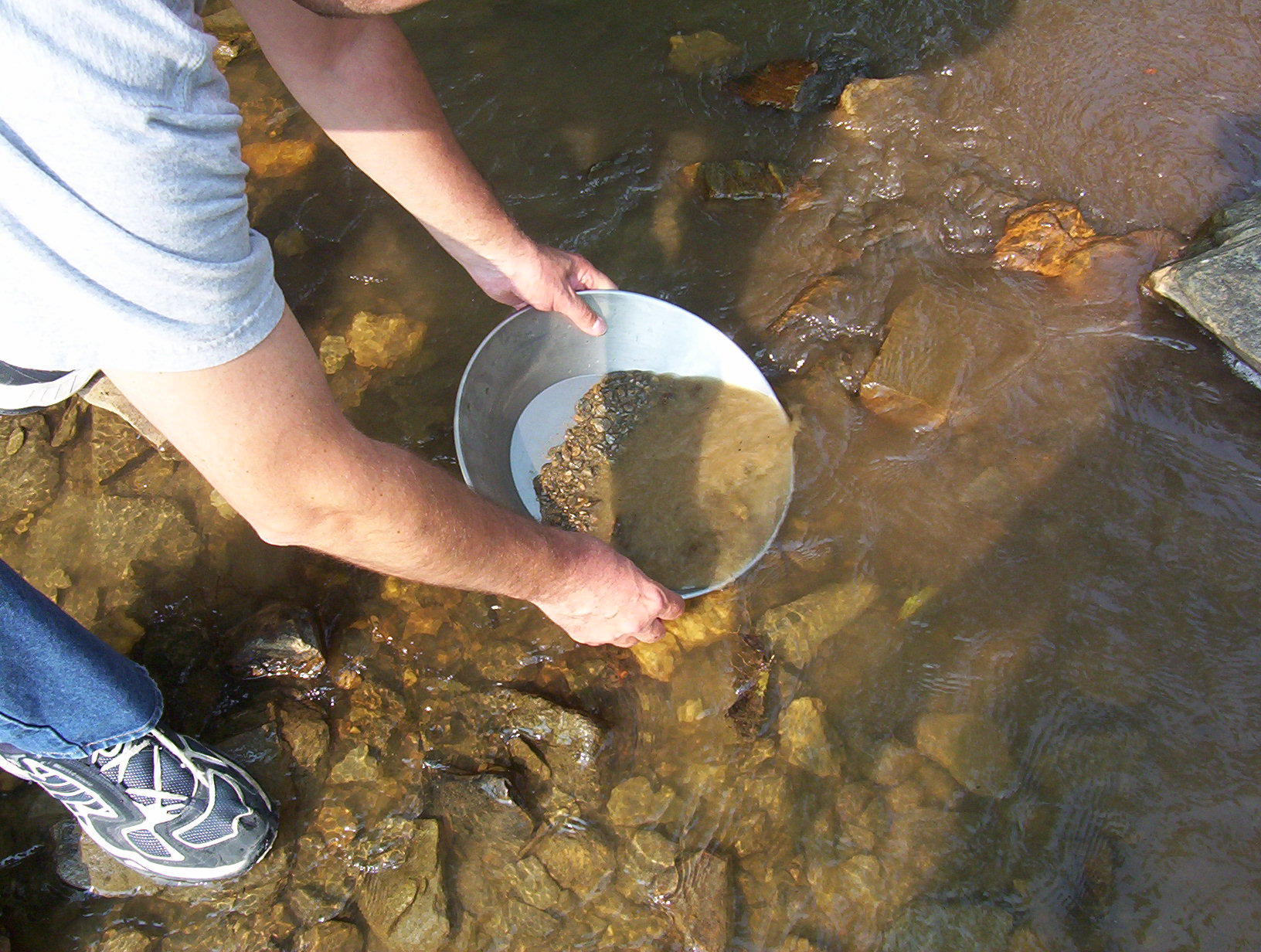
Panning de oro en Bonanza Creek, Dawson, Yukon.

La minería de oro es una actividad económica que consiste en extraer oro del suelo. Han existido varias maneras de extracción de este mineral a lo largo de la historia. La extracción del oro, por el valor del mismo, ha sido generadora de procesos económicos, sociales e históricos en todo el mundo; lo cual ha hecho de la minería uno de los motores de desarrollo de varios países.

## Técnicas de extracción del oro

### Bateo
Se utiliza un recipiente cóncavo de poca profundidad, similar a un plato hondo de unos 25 a 35 centímetros de diámetro. Años atrás estos recipientes o bateas eran de metal, pero ahora se usan también de plástico. 
El procedimiento consiste en llenar el recipiente con la arena y gravilla que contiene oro, sumergirlo en agua y agitarlo. El oro, al ser más denso que la arena y la roca, se asienta en el fondo del recipiente.
El material generalmente se obtiene en las orillas de los arroyos, ríos o playas aprovechando esta misma agua para separar el oro, pero también suelen hallarse yacimientos en lechos de arroyos o ríos secos, en cuyo caso es necesaria una fuente auxiliar de agua.
Para determinar la riqueza en oro en los minerales de las vetas o filones, se utiliza una pequeña batea de unos 20 centímetros de diámetro similar a un cucharón, que en otros países como por ejemplo: Chile y Argentina se le suele llamar "uña"; se muele el mineral medianamente fino, se coloca un puñado en la uña, se agita con agua y el oro se asienta en el fondo. De esta manera se puede calcular la cantidad de oro que contiene el mineral.
El bateo o pannning es la técnica más sencilla para la búsqueda de oro y suele usarse en forma individual pero no es comercialmente viable para extraer el oro de los grandes depósitos, salvo que los costos de estas labores sean muy bajos. A menudo se comercializan como atracción turística en las primeras compañías de oro.

### Detector de metales
Con un detector de metales, una persona camina alrededor de un área de exploración y recibe señales sonoras que indican la presencia de algún metal por debajo de la superficie que no siempre es oro. El sensor puede dar una medida positiva de una cantidad indeterminada de metal, hasta una profundidad de un metro por debajo de la superficie. Como el dispositivo es fácil de operar y de gran movilidad, este método de prospección es muy popular entre los excavadores de oro.

### Tamización
Tamización para separar la arena/grava del resto de piedras. En los años 1970, hubo avances que han promovido el uso del carbón en la extracción de oro de la solución de filtración. El oro es absorbido por la matriz porosa del carbono. El carbón activo tiene una superficie interna tan grande que quince gramos (media onza troy), podrían cubrir 18,000 m². El oro puede ser separado del carbono mediante el uso de una solución fuerte de alcohol, soda cáustica y cianuro. A este se le conoce como la lución o desorción. El oro se adhiere a lana de acero por medio de electro-obtención. Unas resinas de oro específicas también pueden ser utilizadas en lugar de carbón activo o donde se requiera la separación selectiva de oro, de cobre o de otros metales disueltos.

### Proceso con cianuro
La extracción de oro o metal con cianuro se puede utilizar en zonas donde haya finas rocas que contienen oro. La solución de cianuro de sodio se mezcla con rocas finas, que anteriormente se haya comprobado que puedan contener oro y/o plata. Para lograr que se separen de las rocas en forma de solución de carburación del oro y/o carburación de plata, se le añade zinc a la solución, lo que precipita los residuos de zinc y también los de metales deseados como el oro y la plata. Se elimina el zinc con ácido nítrico o ácido sulfúrico, dejando la plata y/o barras de oro, que generalmente se funden en lingotes que luego son enviados a una refinería de metales para su transformación final con agua para convertirlos en  metales puros en un 99,9999 %. Medgold fue una de las primeras empresas en utilizar este método.
La técnica con cianuro es muy simple y sencilla de aplicar, también es un método muy popular para el procesamiento de oro y plata de bajo grado. Como en la mayoría de los procesos químicos industriales, existen riesgos ambientales que se presentan con este método de extracción, además de la alta toxicidad del cianuro en sí. 
Una situación en la que este problema se presentó fue en el desastre ambiental que hubo en Europa Central y Oriental en el año 2000 (Derrame de cianuro de Baia Mare de 2000), cuando durante la noche del 30 de enero, de una presa en una instalación de una mina de oro en Rumanía se liberaron aproximadamente 100 000 m³ de aguas residuales contaminadas con metales pesados de hasta 120 toneladas de cianuro en el Tisza. El proyecto se diseñó para procesar residuos procedentes de antiguas actividades mineras que eran causa de graves problemas ambientales. Para hacerlo económicamente viable se extraía el oro de esos residuos para reducir costos, y en vez de neutralizar el cianuro se reciclaba el agua cianurada, que fue la causa de la alta concentración de cianuro al romperse la presa.
Por amplia mayoría, los eurodiputados dictaron una resolución que cuestiona duramente la extracción de minerales con cianuro. Advirtieron sobre los riesgos para la salud y el medio ambiente y pidieron la “prohibición total” del uso del cianuro en los 27 Estados miembro. Peticiones semejantes se dan en diversos países latinoamericanos como Argentina, Uruguay y Perú, llevados adelante por organizaciones medioambiental. Por otro lado los gobiernos de la región, Argentina, Chile, Uruguay, Paraguay y Ecuador, con la adhesión de Brasil, firmaron en Buenos Aires la Declaración Minera del Mercosur, que rechaza las restricciones comerciales e industriales impulsadas por la Unión Europea a actividades productivas como la minería.

## Las grandes compañías de oro
Las tres empresas más grandes del mundo en minería de oro son:
1. Newmont Mining Corporation
2. Barrick Gold
3. AngloGold Ashanti

## Las operaciones pequeñas de minería
Mientras que las grandes corporaciones producen la mayor cantidad de oro, decenas de miles de personas trabajan de forma independiente en las operaciones artesanales más pequeñas, en algunos casos de manera ilegal. 
Entre ellos están los galamseys (nombre de los trabajadores independientes en Ghana) cuya cantidad oscila entre 20,000 a 50,000. A estos trabajadores se les llama Orpailleurs en los países francófonos vecinos. 
El alto riesgo de esas empresas se observó en el derrumbe de una mina ilegal en Dompoase, región de Ashanti, Ghana, el 12 de noviembre de 2009, cuando murieron 18 trabajadores, entre ellos 13 mujeres. Muchas de ellas trabajan en las minas como cargadoras. Este fue el peor desastre minero en la historia de Ghana.

## La extracción de oro en la cultura popular o minería en pequeña escala
Los minerales extraídos de las vetas o filones que tienen una buena concentración de oro, especialmente de partículas libres y granuladas, se mezclan con agua y se muelen en unas piedras llamadas quimbaletes, las que tienen una concavidad que permite usarlas como un mortero. 
A continuación se agrega mercurio para formar una amalgama con el oro, la que es separada del resto colándola a través de una tela fina. Luego se refoga o quema la amalgama para evaporar el mercurio, quedando el oro en forma de bolas, cuyo tamaño depende de la cantidad de metal existente en el mineral. 
Este procedimiento no solamente es nocivo para el minero que extrae el material, quien aspira parte de los vapores del mercurio eliminado durante el calentamiento, sino también para las zonas aledañas, pues el mercurio evaporado se condensa contaminando tierras y aguas.